# 710-ті
Раннє Середньовіччя. Триває чума Юстиніана. У Східній Римській імперії правили Юстиніан II, Філіппік, Анастасій II, Феодосій III, Лев III Ісавр. Омеядському халіфату завоював Піренейський півострів, Вестготське королівство припинило існування. Невелика частина Італії належить Візантії, на решті лежить Лангобардське королівство. Франкським королівством формально правлять королі з династії Меровінгів при фактичному правлінні мажордомів. В Англії триває період гептархії. Авари та слов'яни утвердилися на Балканах. Центр Аварського каганату лежить у Паннонії. Існують слов'янські держави князівство Карантанія та Перше Болгарське царство.
У Китаї тривало правління династії Тан. Індія роздроблена. В Японії розпочався період Нара. У степах між Азовським морем та Аралом існує Хазарський каганат. Тюркський каганат поступово занепадає.
На території лісостепової України в VIII столітті виділяють пеньківську й празьку археологічні культури. У VIII столітті тривало швидке розселення слов'ян. У Північному Причорномор'ї співіснують різні кочові племена, зокрема булгари, хозари, алани, авари, тюрки.

## Події
- 711 року маври розпочали завоювання Піренейського півострова. Вони знищили Вестготське королівство. Незалежною залишилася тільки Астурія, силам якої на чолі з Пелайо вдалося здобути перемогу над маврами 718 року. Цю дату вважають початком Реконкісти.
- У Візантії за десятиріччя змінилося кілька василевсів, доки до влади не прийшов Лев III Ісавр.
- Масивне арабське військо взяло в облогу Константинополь, але Леву Ісавру вдалося відбитися з допомогою сил булгарського хана Тервела.
- У Франкському королівстві після смерті Піпіна Герістальського творилося казна-що. Внаслідок громадянської війни владу в Нейстрії та Австразії взяв у свої руки мажордом Карл Мартел. Аквітанія стала незалежною під владою Едо.
- 715 — кінець понтифікату Папи Костянтина;
- 715 — початок понтифікату Папи Григорія II;